# آنخل پروکا
آنخل پروکا (انگلیسی: Ángel Perucca; ۱۹ اوت ۱۹۱۸ – ۱۹ سپتامبر ۱۹۸۱) بازیکن فوتبال اهل آرژانتین بود.
از باشگاه‌هایی که در آن بازی کرده‌است می‌توان به باشگاه فوتبال نیولز اولد بویز، باشگاه فوتبال سانتا فه، و باشگاه ورزشی سن لورنسو آلماگرو اشاره کرد.
وی همچنین در تیم ملی فوتبال آرژانتین بازی کرده‌است.